# Diglyphosa latifolia
Diglyphosa latifolia es una especie  de orquídeasde hábito terrestre. Es originaria del este del Himalaya hasta Malasia. Se encuentra en el sudoeste de Asia.

## Descripción
Es una planta de hábito terrestre relacionada estrechamente con el género Chrysoglossum el cual tiene una inflorescencia laxa y una columna con pequeñas alas o brazos en el frontal con un distintivo pie de columna, en su lugar Diglyophosa  tiene una columna sin apéndices así como una densa inflorescencia con dos polinias cerosas.

## Taxonomía
Diglyphosa latifolia fue descrita por Carl Ludwig Blume y publicado en Bijdragen tot de flora van Nederlandsch Indië 7: 336–337. 1825.
Etimología
Diglyphosa: nombre genérico que se refiere a las dos polinias que tiene.
latifolia: epíteto latíno que significa "con las hojas anchas"
Sinonimia
- Chrysoglossum latifolium (Blume) Benth.
- Chrysoglossum macrophyllum King & Pantl.
- Diglyphis latifolia (Blume) Miq.
- Diglyphosa macrophylla (King & Pantl.) King & Pantl.[1][5]